# Science-Fiction-Jahr 1886
Übersicht

◄◄ | ◄ | 1882 | 1883 | 1884 | 1885 | Science-Fiction-Jahr 1886 | 1887 | 1888 | 1889 | 1890 | ► | ►►

Weitere Ereignisse

## Neuerscheinungen Literatur
| Deutscher Titel          | Deutschsprachiges Erscheinungsjahr | Originaltitel       | Autor                              | Anmerkungen |
| ------------------------ | ---------------------------------- | ------------------- | ---------------------------------- | ----------- |
| Edisons Weib der Zukunft | 1909                               | L’Éve future        | Auguste de Villiers de L’Isle-Adam |             |
| Robur der Eroberer       | 1887                               | Robur-le-conquérant | Jules Verne                        |             |
| Frritt Flacc             |                                    | Frritt-Flacc        | Jules Verne                        |             |

## Geboren
- Grigori Borissowitsch Adamow († 1945)
- Albert Ehrenstein († 1950)
- Reinhold Eichacker († 1931)
- Siegfried von Lutz
- Fred MacIsaac († 1940)
- Olaf Stapledon († 1950)